# Kiempore
Kiempore is de plaats van een spore waar de hyfe of sporedraad tevoorschijn komt tijdens het kiemen. In zijn locatie kan het apicaal, equatoriaal of excentrisch zijn. Apicale kiemporie is een paddenstoelspore die aan één uiteinde een porie heeft. Met lichtmicroscopie kan de locatie worden gevisualiseerd als een licht gekleurd gebied op de celwand. 
Schimmelgeslachten die apicale kiemporiën hebben zijn:
- Agrocybe
- Panaeolus
- Psilocybe
- Pholiota.

Schimmelgeslachten met equatoriale kiemporiën zijn:
- Puccinia
- Uromyces

De positie van de kiemporie zijn:
- apicaal - bij de top van de spore
- centric - in het midden van de spore
- eccentric - aan een kant van de van de spore (niet apicaal of centric)

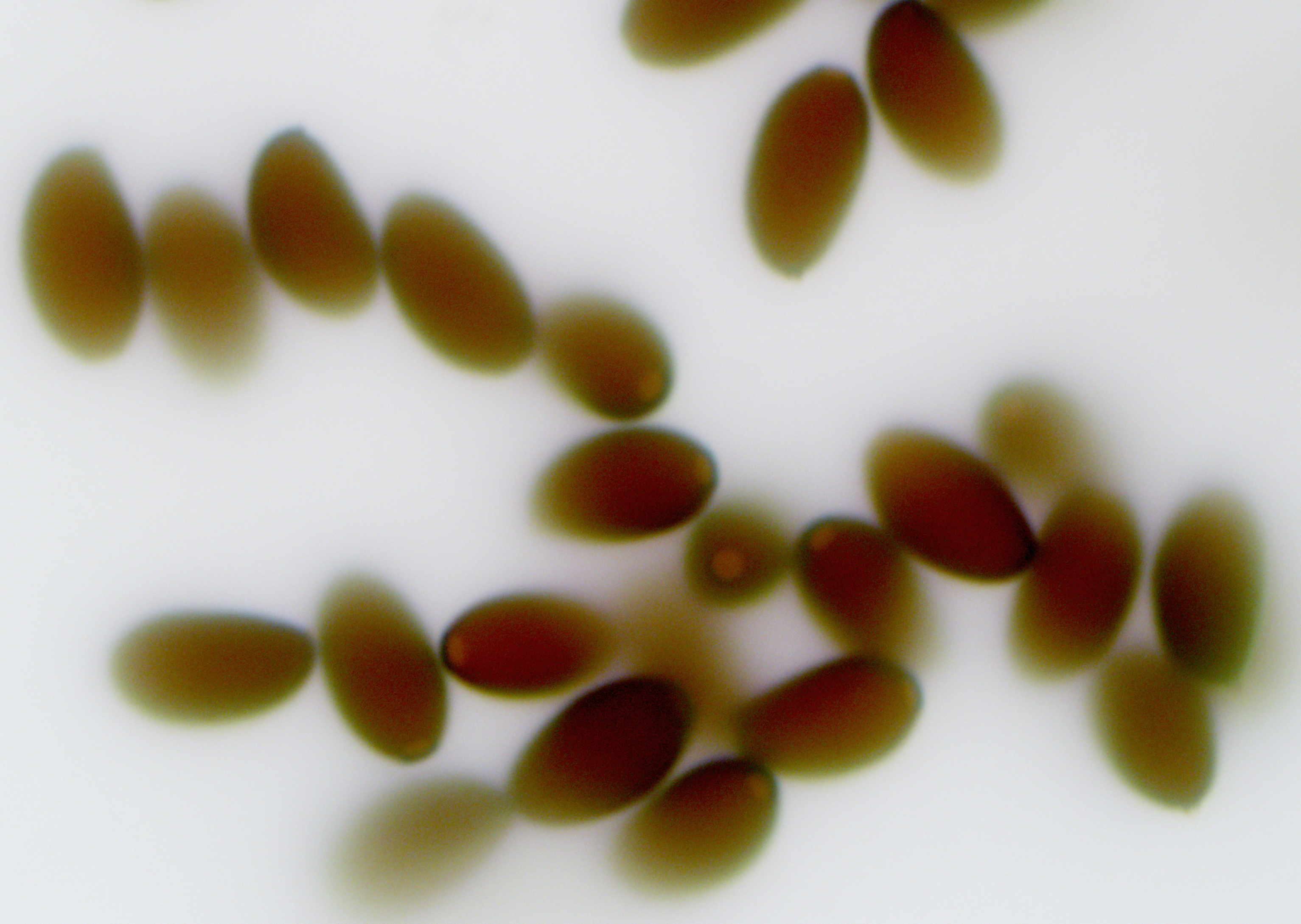
Kiempore van Panaeolus, zichtbaar als licht gekleurd rondje op de sporenwand
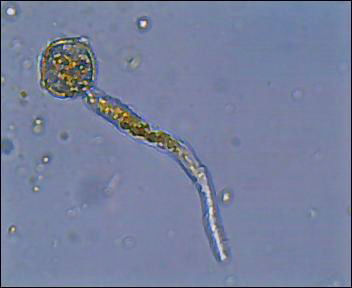
Urediniospore met kiembuis en kiempore van bruine roest op gewone tarwe
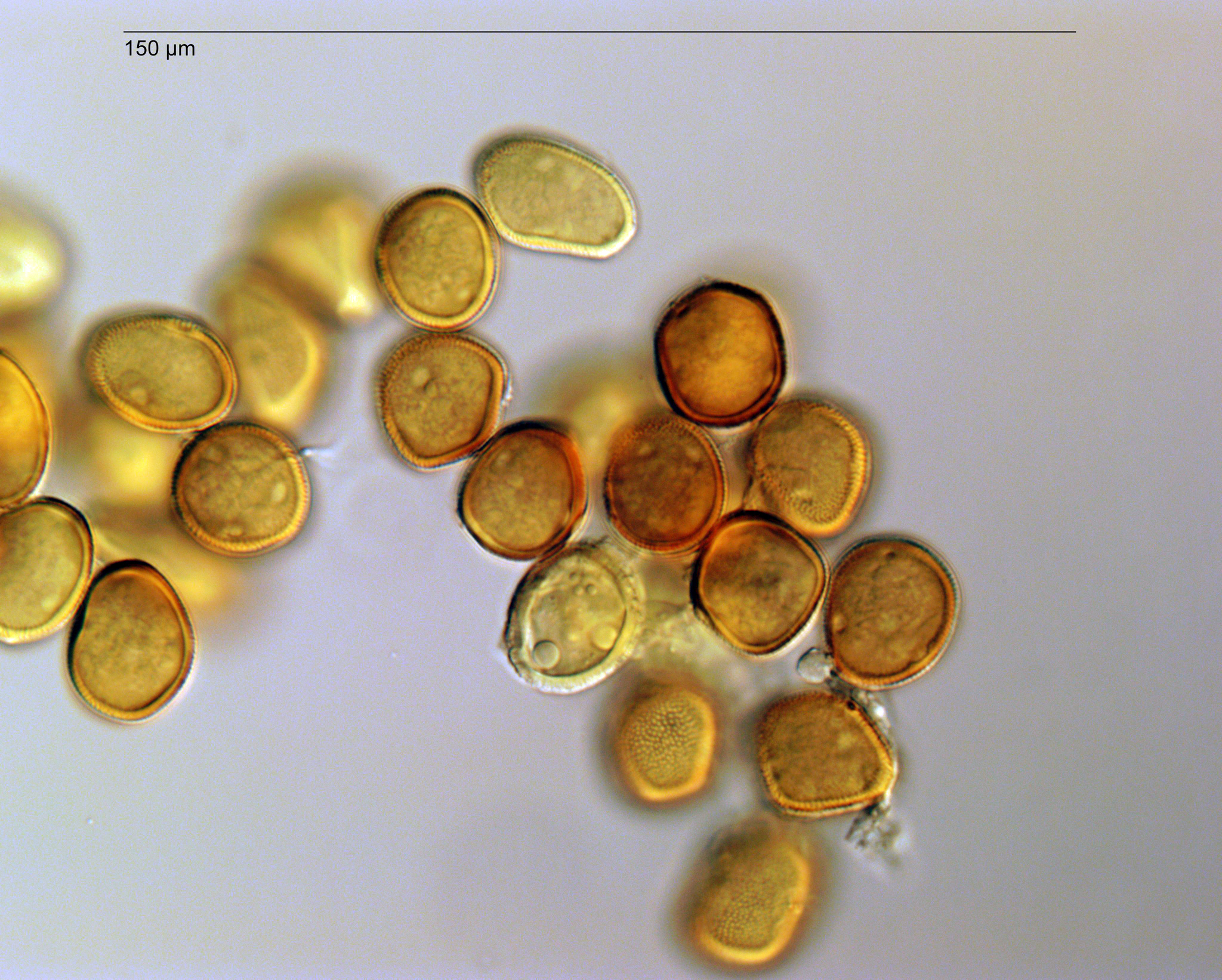
Urediniosporen met kiemporen van eencellige varkensgrasroest
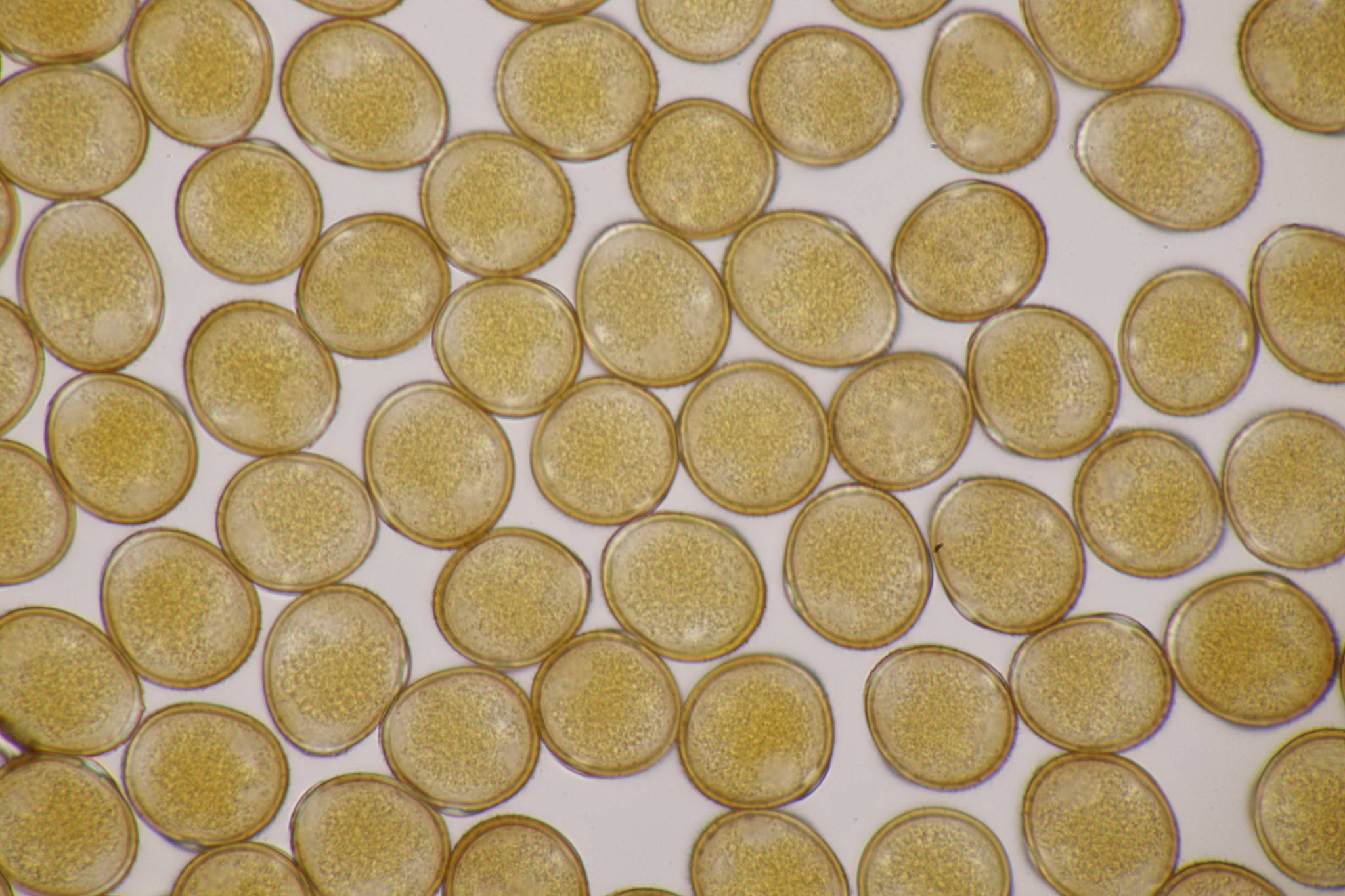
Urediniosporen met kiemporen van tuinboon-wikkeroest